# 가장 많이 팔린 음반 목록
이것은 세계에서 가장 잘 팔리는 음반 목록이다. 리스트에 오르려면 그 수치가 믿을 만한 소식통에 의해 발표되었을 것이고 음반은 적어도 2천만 장 이상이 팔렸을 것이다. 이 목록은 스튜디오 음반, 익스텐디드 플레이, 베스트 음반, 컴필레이션, 다양한 아티스트, 사운드트랙, 리믹스를 포함한 모든 종류의 음반을 포함할 수 있다. 주어진 수치는 중고 음반의 재판매를 고려하지 않는다.
이 목록에 포함된 모든 음반은 최소 30%의 인증된 복사본에서 사용 가능한 클레임 수치를 지원한다. 필요한 인증 판매량의 비율은 음반이 최신 버전일수록 증가하기 때문에 1975년 이전에 발매된 음반은 인증된 복사본에서 최소한 30%의 지원만을 받을 것으로 예상된다. 그러나 《21》, 《Come Away with Me》와 같은 새로운 음반들은 그들의 청구된 수치가 적어도 70%의 인증된 복사본에서 지원될 것으로 예상된다. 인증된 복사본은 지역 음악 산업 협회의 이용 가능한 온라인 데이터베이스에서 조달된다. 인증된 복사본은 지역 음악 산업 협회의 이용 가능한 온라인 데이터베이스에서 조달된다. 이 때문에 《사운드 오브 뮤직》, 《In-A-Gadda-Da-Vida》, 《Parallel Lines》, 《Spirits Having Flown》, 《Private Dancer》, 《Janet》, 《Believe》, 《Bolo Ta Ra Ra..》, 《Human Clay》, 《Laundry Service》 그리고 《Back to Black》과 같은 음반이 수록되지 않았다.

## 같이 보기
- 가장 많은 음반을 판 음악가 목록
- 가장 많이 팔린 리믹스 음반 목록